# Parafia Świętych Apostołów Piotra i Pawła w Ostrzyhomiu-Belváros
Parafia Świętych Apostołów Piotra i Pawła w Ostrzyhomiu-Belváros – parafia rzymskokatolicka, administracyjnie należąca do archidiecezji ostrzyhomsko-budapeszteńskiej, znajdująca się w dekanacie Esztergom. 